# Алену
Алену (алену ле-шабеах, от ивр. עלינו‎) — заключительная молитва в ежедневной литургии большинства иудейских общин, носящая название по первому слову алену («на нас») или алену ле-шабеах («нам хвалить»). Одна из самых возвышенных молитв еврейской литургии. Неоднократно обвинялась в антихристианстве, вплоть до особого распоряжения (28 августа 1703) короля Пруссии Фридриха I об изъятии некоторых слов и благопристойном произнесении без отплёвывания.
Первоначально, как предполагают авторы ЕЭБЕ, молитву произносили коленопреклонённо всей общиной перед выходом из Храма или непосредственно после благословения священников. В торжественных выражениях заимствования были из ветхозаветных текстов Втор. 4:39; Ис. 30:7; 45:23; 51:13; Плач. 10:6—16, молящиеся исповедовали свою веру во Владыку вселенной и высказывали надежду на наступление Его царства, когда все народы-идолопоклонники признают Его.
Позднее к молитве были присоединены 3 отдела новогодней литургии: малхийот (прославления Бога как Царя), зихронот (божественные воспоминания) и шофрот (звуки бараньего рога); молитвы эти, вероятно, первоначально произносили хасиды (ватиким) в дни общественных постов.

## Время создания и авторство
Неупоминание личности Мессии при высказывании надежды на наступление мессианского времени указывает на составление молитвы в дохристианскую эпоху, а титул «Царь над царями царей» (употребляется пророком Даниилом, Дан. 2:37), указывает на эпоху персидских царей, которые носили титул «царя царей».
Цунц и его последователи, приписывающие составление этой молитвы амораю III века Раву на том основании, что в его школе еврейская литургия приобрела свою настоящую форму, упустили из виду то обстоятельство, что молитва Алену не имеет связи с остальной новогодней литургией, приписываемой этому же амораю.
Существует наивное предание, дошедшее до нас в респонсах Симона бен-Цемаха Дурана, в книге «Рокеах» Элеазара из Вормса и других, что молитва Алену была сочинена Иисусом Навином при его вступлении на землю Ханаанскую.
Манассе бен-Израиль в своих Vindiciae judaeorum (1656; глава IV, 2) приписывает составление этой молитвы членам Великого Собрания.
Моисей Мендельсон в своей записке (1777) считает Алену древнейшей молитвой еврейского народа, видя доказательство её составления в дохристианскую эпоху в том, что в ней не упоминается о восстановлении Храма и государства, о чем не преминули бы упомянуть, если бы она была составлена после разрушения Храма и падения Иудеи. Молитва эта, согласно Мендельсону, безусловно была составлена во время мирной жизни евреев в собственной стране.

## Текст
Молитва нередко бывала объектом клеветнических измышлений и преследований, результатом чего явились частичные изменения в её тексте из-за страха перед официальной цензурой. Для восстановления первоначального текста авторам ЕЭБЕ пришлось прибегнуть к содействию древних фолиантов и рукописей, и они представили следующий русский текст — буквальный перевод с оригинала, насколько смогли его восстановить. Для сравнения приведена также ашкеназская версия молитвы.
| #  | Русский текст                                                        | Латинизация ашкеназской версии             | Иврит:                        |
| -- | -------------------------------------------------------------------- | ------------------------------------------ | ----------------------------- |
| ¹  | Нам надлежит воздавать хвалу Царю вселенной,                         | Alenou lèshabea’h la’Adon hakol            | עָלֵינוּ לְשַׁבֵּחַ לַאֲדוֹן הַכֹּל,         |
| ²  | славить Творца мироздания,                                           | latet gedoulah lèyotzer bereshit,          | לָתֵת גְּדֻלָּה לְיוֹצֵר בְּרֵאשִׁית,        |
| ³  | что не сотворил нас подобными народам земли                          | shèlo 'assanou kègoyei ha’aratzot,         | שֶׁלֹּא עָשָׂנוּ כְּגוֹיֵי הָאֲרָצוֹת,        |
| 4  | и не поставил нас наравне с её племенами,                            | vèlo samanou kèmish’pèchot ha’adamah,      | וְלֹא שָׂמָנוּ כְּמִשְׁפְּחוֹת הָאֲדָמָה.       |
| 5  | что не сравнил наш удел с их уделом                                  | shelo sam 'hel’qenou kahem,                | שֶׁלֹּא שָׂם חֶלְקֵנוּ כָּהֶם,             |
| 6  | и жребий наш с жребием их сонмища…                                   | vègoralenou kèkhol hamonam.                | .וְגוֹרָלֵנוּ כְּכָל הֲמוֹנָם            |
| 7  | Ибо они преклоняются суете и ничтожеству                             | Shèhem mishta’havim lèhevel variq          | (שֶׁהֵם מִשְׁתַּחֲוִים לְהֶבֶל וָרִיק,       |
| 8  | и молятся богу, который не в состоянии помочь…                       | oumit’palèlim el El lo yoshia              | וּמִתְפַּלְּלִים אֶל אֵל לֹא יוֹשִׁיעַ.      |
| 9  | Мы же преклоняем колена, поклоняемся и воздаем хвалу                 | Va’anaḥnou qor`im, oumishtaḥavim oumodim,  | וַאֲנַחְנוּ כֹּרעִים ומשתחווים ומודים |
| 10 | пред Царем над царями царей,                                         | lif’nei Melekh, Mal’khei ham’lakhim,       | לִפְנֵי מֶלֶךְ מַלְכֵי הַמְּלָכִים          |
| 11 | свят Он, да будет Он благословен.                                    | haQadosh baroukh Hou.                      | הַקָּדוֹשׁ בָּרוּךְ הוּא.               |
| 12 | Он простёр небеса и утвердил землю.                                  | Shehou noteh shamayim, vèyossed aretz,     | שֶׁהוּא נוֹטֶה שָׁמַיִם וְיֹסֵד אָרֶץ,      |
| 13 | Престол славы Его высоко на небесах                                  | oumoshav yèqaro bashamayim mima’al,        | וּמוֹשַׁב יְקָרוֹ בַּשָּׁמַיִם מִמַּעַל,        |
| 14 | и чертог всемогущества Его в выспренных высотах.                     | oushkhinat ouzo bègav’hei mèromim,         | וּשְׁכִינַת עֻזּוֹ בְּגָבְהֵי מְרוֹמִים.      |
| 15 | Он Бог наш и нет другого.                                            | Hou Elohenou, vèein od,                    | הוּא אֱלֹהֵינוּ וְאֵין עוֹד,          |
| 16 | Он Царь наш, нет никого, кроме Него,                                 | emet malkenou, èfès zoulato,               | אֱמֶת מַלְכֵּנוּ אֶפֶס זוּלָתוֹ.          |
| 17 | как сказано в Его Торе:                                              | kakatouv baTorato:                         | כַּכָּתוּב בַּתּוֹרָה:                  |
| 18 | «Знай же ныне и запечатлей в своём сердце,                           | vèyad’ata hayom, vahashevota el lèvavekha. | וְיָדַעְתָּ הַיּוֹם וַהֲשֵׁבֹתָ אֶל לְבָבֶךָ,     |
| 19 | что Господь Бог                                                      | Ki Adonaï, hou haElohim,                   | כִּי יי הוּא הָאֱלֹהִים              |
| 20 | на небесах вверху                                                    | bashamayim mima`al,                        | בַּשָּׁמַיִם מִמַּעַל                    |
| 21 | и на земле внизу; нет другого».                                      | vèal ha’aretz mita’hat. Ein od.            | וְעַל הָאָרֶץ מִתָּחַת. אֵין עוֹד        |
| 22 | Посему мы уповаем на Тебя, Господь Бог наш,                          |                                            |                               |
| 23 | что скоро увидим славу могущества Твоего,                            |                                            |                               |
| 24 | что будет уничтожена скверна с лица земли, и идолы будут истреблены, |                                            |                               |
| 25 | дабы мир возродился в царстве Всемогущего                            |                                            |                               |
| 26 | и чтобы все сыны плоти взывали к имени Твоему,                       |                                            |                               |
| 27 | чтобы обратились к Тебе все нечестивцы на земле.                     |                                            |                               |
| 28 | Да узнают и поймут все обитатели вселенной,                          |                                            |                               |
| 29 | что перед Тобой должно преклоняться всякое колено                    |                                            |                               |
| 30 | и Тебе клясться всякий язык.                                         |                                            |                               |
| 31 | Перед Тобой, Господь Бог наш, да преклонятся и падут ниц,            |                                            |                               |
| 32 | и твоему славному имени воздадут хвалу.                              |                                            |                               |
| 33 | Да признают все [над собой] иго царствия Твоего                      |                                            |                               |
| 34 | и да воцаришься Ты над ними вскоре во веки веков.                    |                                            |                               |
| 35 | Ибо царство принадлежит Тебе,                                        |                                            |                               |
| 36 | и во веки веков Ты будешь царствовать во славе,                      |                                            |                               |
| 37 | как сказано в Торе Твоей:                                            |                                            |                               |
| 38 | «Господь будет царствовать вовеки веков».                            |                                            |                               |
| 39 | И сказано [ещё]: «И будет Господь царём над всей вселенной;          |                                            |                               |
| 40 | в сей день Господь будет един и имя его едино».                      |                                            |                               |

## В Средние века
Ни Маймонид (1135/1138—1204) ни Абударгам не упоминают об отдельном произнесении Алену при окончании ежедневного богослужения, как это делает литургический сборник «Махзор Витри», что доказывает, что молитва «Алену» не всегда составляла часть богослужения. Однако есть свидетельства для эпохи Средних веков, Иосиф Гакоген (1496—1575) рассказывает в своём Emek ha-Bacha (изд. Винера, стр. 31), основываясь на документах той эпохи: «Во время преследований евреев в Блуа, во Франции, в 1171 г., когда многие учителя закона погибли мучениками на виселице, один из очевидцев казни писал рабби Якову из Орлеана, что смерть святых сопровождалась дивным пением, раздававшимся в ночной тишине и заставлявшим христиан, слышавших это пение издали, восхищаться мелодичными звуками, подобных которым они никогда раньше не слышали». Впоследствии было установлено, что мученикам предсмертной песней служила Алену. Христиане увидели в молитве злую выходку против церкви, Спаситель характеризовался как «бог, который не в состоянии помочь» (строка 8) и как «суета и ничтожество» (строка 7).
В 1399 году Песах Петер, крещёный еврей, зашёл так далеко, что стал утверждать, что в слове וריק‎ («и ничтожество») имеется намёк на Иисуса Христа (ישו‎), так как буквы обоих слов при арифметическом их сложении дают одинаковое число 316. Антоний Маргарита в 1530 году предъявил то же обвинение в книге «Вся еврейская вера».

## В Новое время
Перешедший в христианство Самуил Бренц говорил о том же в книге «Еврейская сдёрнутая змеиная кожа» (Jüdischer abgestreifter Schlangenbalg; 1610). Раввины Липман-Мюльгаузен в своём Nizzachon (1410) и Соломон Цеви Уффенгаузен (Solomon Ẓebi Hirsch of Aufhausen) в Jüdischer Theriak (1615) протестовали против такого искажения смысла древней молитвы, составленной задолго до рождения Христа и имевшей в виду только идолопоклонников. Даже учёный Буксторф (1564—1629) в своей Bibliotheca Rabbinica повторял это обвинение. Его опровергал Манассе бен-Израиль, посвятивший в Vindiciae judaeorum (1656) целую главу молитве «Алену»; он рассказывает, между прочим, что султан Селим при чтении молитвы Алену в турецком переводе еврейского молитвенника, преподнесённого ему его врачом Моисеем Гамоном, сказал: «Воистину, молитва эта годится для всяких случаев; нет надобности в другой».
В 1703 году два крещёных еврея в Пруссии, Франц Венцель и Кац, возобновили обвинение против молитвы «Алену», как антихристианской, а против евреев в том, что они при произнесении молитвы «Алену» глумятся над государственной религией. По приказанию короля Фридриха I было назначено расследование и вызваны к допросу еврейские делегаты, а затем последовало распоряжение от 28 августа 1703 года об изъятии из молитвы некоторых слов и произносении её благопристойно, чтобы евреи при чтении этой молитвы не произносили некоторых слов шёпотом и не отплевывались; для этого за синагогами был учреждён полицейский надзор (присутствие христианского представителя, обязанного следить за точным исполнением предписания). Впоследствии, по ходатайству Мендельсона, это постановление было отменено.
Спустя несколько лет обвинение повторилось в книге Эйзенменгера «Изобличённое еврейство» (Entdecktes Judenthum; глава I, 84; Франкфурт-на-М., 1700), который указывал на то, что слова «они поклоняются богу, который не в состоянии помочь» сопровождались отплёвыванием как выражением крайнего презрения, и утверждал, что при этом имелся в виду Иисус Христос.
Хотя ещё раньше некоторые раввины отменили не совсем пристойный обычай отплёвывания при произнесении этой молитвы, обвинения не прекратились, профессор Кипке, правительственный инспектор кёнигсбергской синагоги, в записке, представленной правительству в 1777 году, возобновил это обвинение. Моисей Мендельсон в контрзаписке, представленной также правительству, опроверг обвинение; в результате дело было сдано в архив, несмотря на протест Кипке. Обе записки эти были впоследствии опубликованы кенигсбергским пастором Л. Е. Воровским в 1791 году.
Обычай отплёвывания имел свой прецедент: в пору основания христианской церкви новообращаемые перед крещением должны были при окончании богослужения публично исповедаться, сначала поворачиваясь назад, отказываясь от царства сатаны и при этом отплёвываясь в знак крайнего презрения, а затем, обращаясь вперёд, во имя Создателя мира и человека, они приносили присягу в верности Христу.